# Apostille

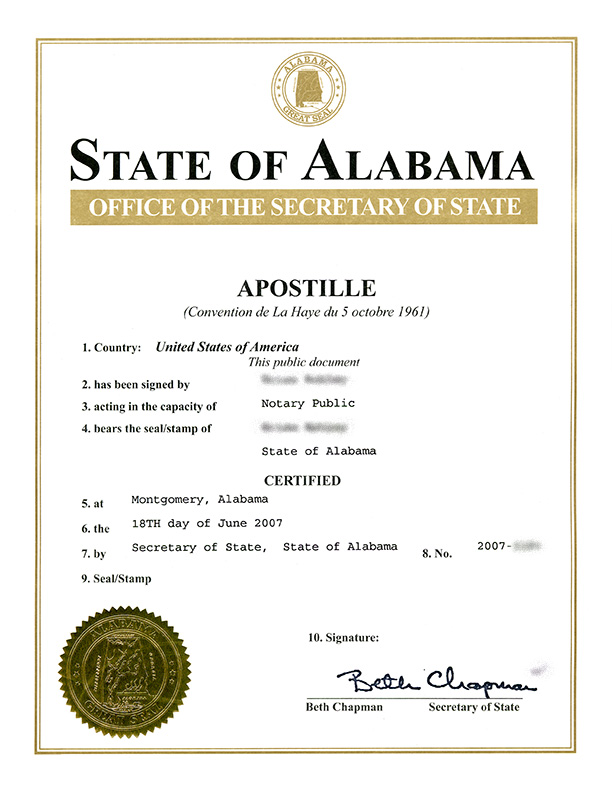
Amerikansk apostille.

Apostille är en auktoriserad stämpel på ett dokument som intygar att en signatur på  den är äkta. Auktoriseringen är giltig i de länder som skrivit på Haagkonferensen för internationell privaträtt,  Konvention om slopande av kravet på legalisering av utländska allmänna handlingar, Haag den 5 oktober 1961. Enligt den internationella överenskommelsen kan en apostille utfärdas på handlingar, som ska uppvisas i ett annat konventionsland. När en handling försetts med apostillestämpeln är den undantagen från varje form av bestyrkande, det vill säga normalt krävs inget ytterligare godkännande från utländsk ambassad.
I Sverige är från och med 1 januari 2005 enbart notarius publicus auktoriserad att utfärda apostille.